# 旧広瀬座
旧広瀬座（きゅうひろせざ）は、福島県福島市の福島市民家園にある建築物。移築前は福島県伊達郡梁川町（現伊達市）にあった芝居小屋である。重要文化財。

## 歴史

### 移築前
1887年（明治20年）、広瀬川の近くに梁川町の町民有志によって広瀬座が建てられた。大衆娯楽施設の芝居小屋として建設されたが、新井家が所有し始めた大正時代にかけて、映画館としての役割が大きくなった。 戦時中は軍需工場にも転用された。
1960年（昭和35年）時点の梁川町には広瀬座と梁川映画劇場の2館の映画館があった。昭和50年代まで映画館として親しまれた。

### 移築後
1986年（昭和61年）8月5日の8.5水害では広瀬川が氾濫し、広瀬座は床上浸水の被害を受けた。広瀬川の河川改修計画に伴い、閉館するか移築するかの岐路に迫られた。地元で保存運動が行われたことなどもあり、結局は福島市が費用を出して福島市の福島市民家園に移築されることとなった。1991年（平成3年）に広瀬川の河畔で解体されたあと、1994年（平成6年）に福島市民家園に解体した建物が運搬され、約2億円の費用で復元（移築）された。
1998年（平成10年）12月25日、国の重要文化財に指定された。重文指定を記念して、1999年（平成11年）10月24日には福島市教育委員会によって檜枝岐歌舞伎（福島県重要無形民俗文化財）が上演された。
2020年（令和2年）放送のNHKドラマ・連続テレビ小説『エール』では、主人公が所属する音楽クラブの演奏会の場として使われた。

## 建築
木造平屋建（一部2階建）。桁行29.1メートル、梁間16.6メートル。舞台中央の廻り舞台や奈落、花道といった舞台装置や桟敷席などが備えられており、裏手は楽屋になっている（壁には当時の役者の落書きが残されている）。しかし、奈落が花道部分に無かったため、完成直後に出演者の通路を確保するため下手廊下が増築された。和風の外観ではあるが、小屋組みは建築当時の流行であった洋風の真束組みが採用されている。
1990年（平成2年）の解体の際、棟上に奉納された棟札から、棟梁が中村作蔵であることが判明した。また、香川県仲多度郡琴平町の旧金毘羅大芝居の建物を参考にして、全体を約3割ほど縮小して建設したことも判明した。

## データ
旧広瀬座
- 所在地：〒960-2155 福島県福島市上名倉字大石前 福島市民家園内

広瀬座跡地
- 所在地：福島県伊達郡梁川町北本町7-2（現在の福島県伊達市梁川町北本町）

跡地付近に現存するデイサービスセンター『はるか』（社会福祉法人「北信福祉会」運営）の外観は、旧広瀬座をイメージして建築したとされている。